# Yevgueni Sedov
Yevgueni Vadímovich Sedov –en ruso, Евгений Вадимович Седов– (Volgogrado, 29 de enero de 1996) es un deportista ruso que compite en natación, especialista en el estilo libre.
Ganó cuatro medallas en el Campeonato Mundial de Natación en Piscina Corta, en los años 2014 y 2018, y cuatro medallas en el Campeonato Europeo de Natación en Piscina Corta de 2015.

## Palmarés internacional
| Campeonato Mundial en Piscina Corta | Campeonato Mundial en Piscina Corta | Campeonato Mundial en Piscina Corta | Campeonato Mundial en Piscina Corta |
| Año                                 | Lugar                               | Medalla                             | Prueba                              |
| ----------------------------------- | ----------------------------------- | ----------------------------------- | ----------------------------------- |
| 2014                                | Doha (Catar)                        | Medalla de oro                      | 4 × 50 m libre                      |
| 2014                                | Doha (Catar)                        | Medalla de plata                    | 4 × 50 m libre mixto                |
| 2018                                | Hangzhou (China)                    | Medalla de plata                    | 4 × 50 m libre                      |
| 2018                                | Hangzhou (China)                    | Medalla de bronce                   | 4 × 50 m libre mixto                |
| Campeonato Europeo en Piscina Corta |                                     |                                     |                                     |
| Año                                 | Lugar                               | Medalla                             | Prueba                              |
| 2015                                | Netanya (Israel)                    | Medalla de oro                      | 50 m libre                          |
| 2015                                | Netanya (Israel)                    | Medalla de oro                      | 4 × 50 m libre                      |
| 2015                                | Netanya (Israel)                    | Medalla de plata                    | 4 × 50 m estilos                    |
| 2015                                | Netanya (Israel)                    | Medalla de plata                    | 4 × 50 m libre mixto                |